# Periphyllus garhwalensis
Periphyllus garhwalensis är en insektsart som beskrevs av Chakrabarti och Sukheshwar Mandal 1987. Periphyllus garhwalensis ingår i släktet Periphyllus och familjen långrörsbladlöss. Inga underarter finns listade i Catalogue of Life.